# Ministry of Supply
Das Ministry of Supply (Abk.: MoS) war ein 1939 gegründetes Ministerium der britischen Regierung mit der Aufgabe, sämtliche Beschaffungsvorgänge der britischen Streitkräfte durchzuführen und zu koordinieren. Davon ausgenommen waren bis 1946 die Flugzeugproduktion und ein Teil der Beschaffung für die Royal Navy. Sitz des Ministeriums war das Shell Mex House in London.
Bei der Auflösung des Ministry of Aircraft Production übernahm das MoS jedoch dessen Zuständigkeiten für Flugzeuge und damit zusammenhängender Forschung sowie für Atomwaffen. Auch das Forschungsinstitut Royal Aircraft Establishment unterstand dem MoS.
Das Ministerium wurde 1959 aufgelöst und seine luftfahrtbezogenen Aufgaben vom Air Ministry sowie vom neu gegründeten Ministry of Aviation übernommen.

## Zwischenfälle
Bei der vom Ministry of Supply geleiteten Erprobung von Verkehrsflugzeugen kam es zu mindestens 6 Totalverlusten. Bei zwei davon kamen 19 Menschen ums Leben. Auszüge:
- Am 23. August 1947 stürzte eine Avro Tudor 2 des Ministry of Supply (Luftfahrzeugkennzeichen G-AGSU) nahe dem Werksflugplatz Woodford bei einem Testflug unmittelbar nach dem Start ab. Alle 6 Insassen, 4 Besatzungsmitglieder und 2 Passagiere, wurden getötet. Zu den Todesopfern gehörte Avros Chefkonstrukteur Roy Chadwick. Unglücksursache war ein Fehler bei der Montage der Querruder des Prototyps.[3]

- Am 10. April 1951 wurde mit einer Handley Page Hermes V des Ministry of Supply (G-ALEU) ein Testflug durchgeführt, auf dem nacheinander drei der vier Triebwerke versagten. Eine Notlandung erfolgte auf einem durchnässten Feld nahe Chilbolton. Alle fünf Insassen überlebten.[4]

- Am 27. August 1952 verunglückte der erste Prototyp der Vickers Viscount 630 des Ministry of Supply (G-AHRF) bei Landetests auf dem Flughafen Khartum (Sudan). Durch den Bruch eines Bolzens brach das rechte Hauptfahrwerk zusammen und die Maschine geriet seitlich der Landebahn in weichen Boden. Alle fünf Besatzungsmitglieder überlebten ohne schwere Verletzungen. Das Flugzeug wurde irreparabel beschädigt.[5][6]

- Am 4. Februar 1954 musste bei einer Bristol Britannia 101 des Ministry of Supply (G-ALRX) sieben Minuten nach dem Start vom Flughafen Bristol-Filton (Großbritannien) das Triebwerk 3 (rechts innen) abgestellt werden und fing später Feuer. Als Vorsichtsmaßnahme wurde auch das benachbarte Triebwerk 4 abgestellt. Im Anflug auf Filton fielen die beiden verbliebenen Triebwerke 1 und 2 (links) aus. Sie konnten zwar schnell wieder gestartet werden, aber eine Notlandung im Marschland des Flusses Severn wurde unvermeidlich. Alle 13 Insassen, 7 Besatzungsmitglieder und 6 Passagiere, überlebten den Totalschaden der Maschine.[7]

- Am 6. November 1957 stürzte eine Bristol Britannia 301 des Ministry of Supply (G-ANCA) auf einem Testflug bei Downend (Großbritannien) in einen Wald, 7 Kilometer ostsüdöstlich des Start- und Zielflugplatzes Bristol-Filton. Während des Anflugs ging in 1500 Fuß (etwa 460 Meter) Höhe die Kontrolle verloren. Alle 15 Insassen, 4 Besatzungsmitglieder und 11 Passagiere, kamen ums Leben.[8]

- An einem unbekannten Tag des Jahres 1958 brannte einer der Prototypen der Vickers Viscount 663 des Ministry of Supply (VX217) auf dem ehemaligen Militärflugplatz RAF Seighford, (Staffordshire, Vereinigtes Königreich) aus. Ein Hydraulikleck im Fahrwerkschacht hatte ein Feuer ausgelöst, das auch den Hauptholm zerstörte. Es befanden sich keine Personen an Bord.[9][10]